# 1915
- Wikisource

| Calendário gregoriano                                                        | 1915 MCMXV                           |
| Ab urbe condita                                                              | 2668                                 |
| Calendário arménio                                                           | 1364 – 1365                          |
| Calendário bahá'í                                                            | 71 – 72                              |
| Calendário budista                                                           | 2459                                 |
| Calendário chinês                                                            | 4611 – 4612 Início a 14 de fevereiro |
| Calendário copta                                                             | 1631 – 1632                          |
| Calendário etíope                                                            | 1907 – 1908                          |
| Calendários hindus - Vikram Samvat - Calendário nacional indiano - Cáli Iuga | 1970 – 1971 1836 – 1837 5015 – 5016  |
| Calendário Holoceno                                                          | 11915                                |
| Calendário islâmico                                                          | 1333 – 1334                          |
| Calendário judaico                                                           | 5675 – 5676 Início a 9 de setembro   |
| Calendário persa                                                             | 1293 – 1294 Início a 22 de março     |
| Calendário rúnico                                                            | 2165                                 |
| Calendário solar tailandês                                                   | 2458                                 |

1915 (MCMXV, na numeração romana) foi um ano comum do século XX do actual Calendário Gregoriano, da Era de Cristo, e a sua letra dominical foi C, teve 52 semanas, início a uma sexta-feira e terminou também a uma sexta-feira.
| Ano completo                       |
| ---------------------------------- |
| Ano comum com início à sexta-feira |

## Eventos

### Abril
- 5 de abril - Guerra do Contestado: Grande assalto a Santa Maria põe fim ao conflito na região.
- 22 de abril - pela primeira vez na história são utilizadas armas químicas em um conflito armado, quando a Alemanha utiliza o gás cloro como gás venenoso contra o exército francês numa das batalhas da Primeira Guerra Mundial.[1][2]
- 24 de abril - é considerada o início do genocídio armênio, que deixou 1 500 000, aproximadamente, de vítimas armênias.

### Maio
- 7 de Maio - Torpedeamento e naufrágio do transatlântico britânico RMS Lusitania da Cunard Line por um submarino alemão. 1 198 mortos, incluindo 128 americanos.
- 15 de maio - A Argentina, o Brasil e o Chile assinam um acordo chamado como o Pacto do ABC para formar uma cooperação a não agressão e arbitragem.
- 15 de junho - fundação de Três Lagoas município brasileiro localizado no Estado de Mato Grosso do Sul.

### Agosto
- 6 de agosto - acontece o Ataque dos Homens Mortos, na Fortaleza de Osowiec, durante a Primeira Guerra Mundial.

### Setembro
- 8 de setembro - Assassinato do Senador Pinheiro Machado.[3]
- 30 de setembro - fundação de São Gotardo município brasileiro localizado no Estado de Minas Gerais

### Dezembro
- 12 de Dezembro - Yuan Shikai até então Presidente da China, autoproclama-se Novo Imperador da China.
- 18 de Dezembro - Acontece a Revolta dos Sargentos, pró-parlamentarismo, que é debelada.[4]
- 23 de Dezembro - O HMHS Britannic, navio-irmão do RMS Titanic faz sua viagem inaugural mas não como navio de passageiros e sim como navio-hospital, função que exerceria até seu naufrágio em 21 de novembro do ano seguinte, acabando sua carreira sem nunca sequer transportar um passageiro.

## Nascimentos

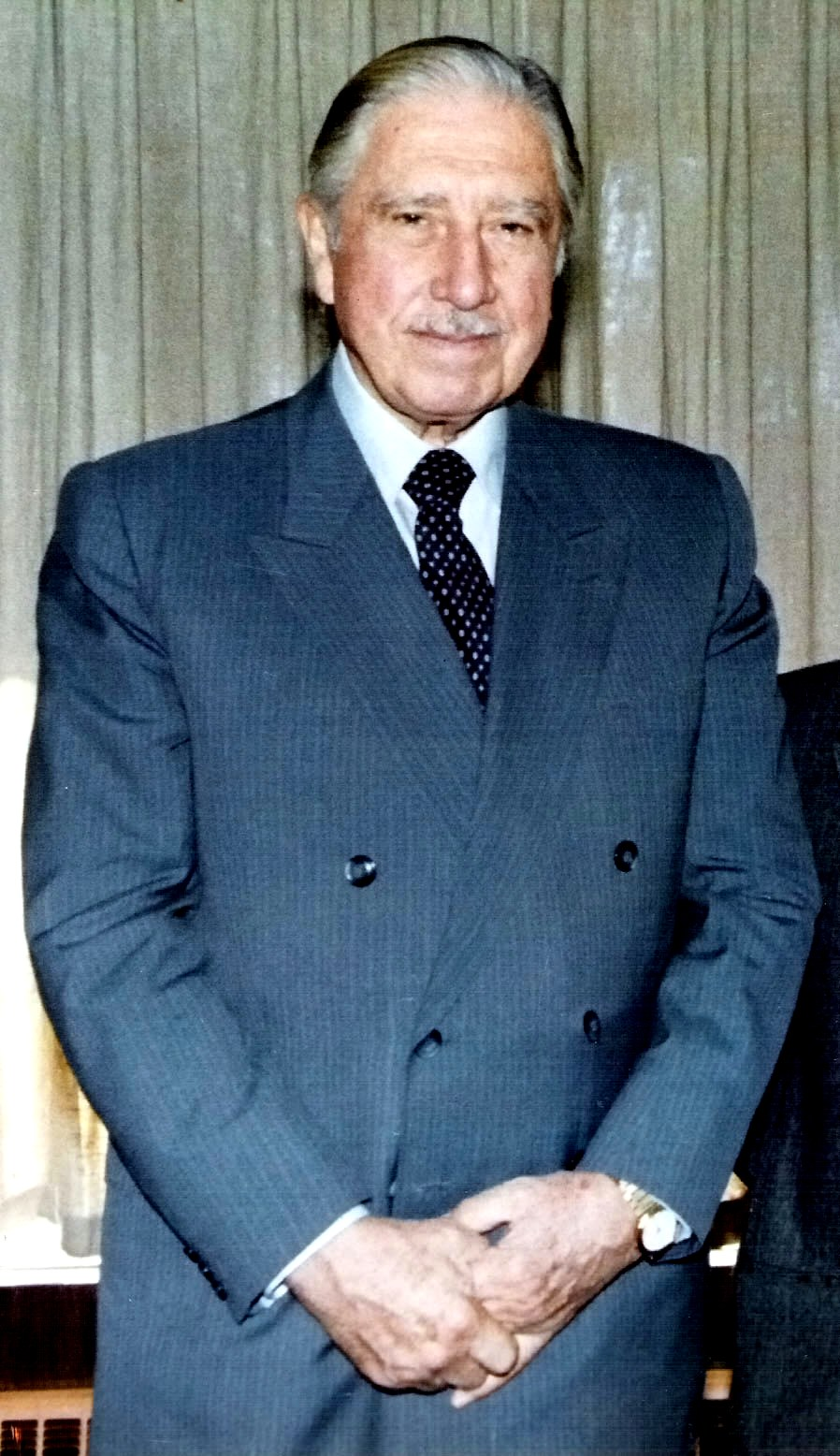
Augusto Pinochet

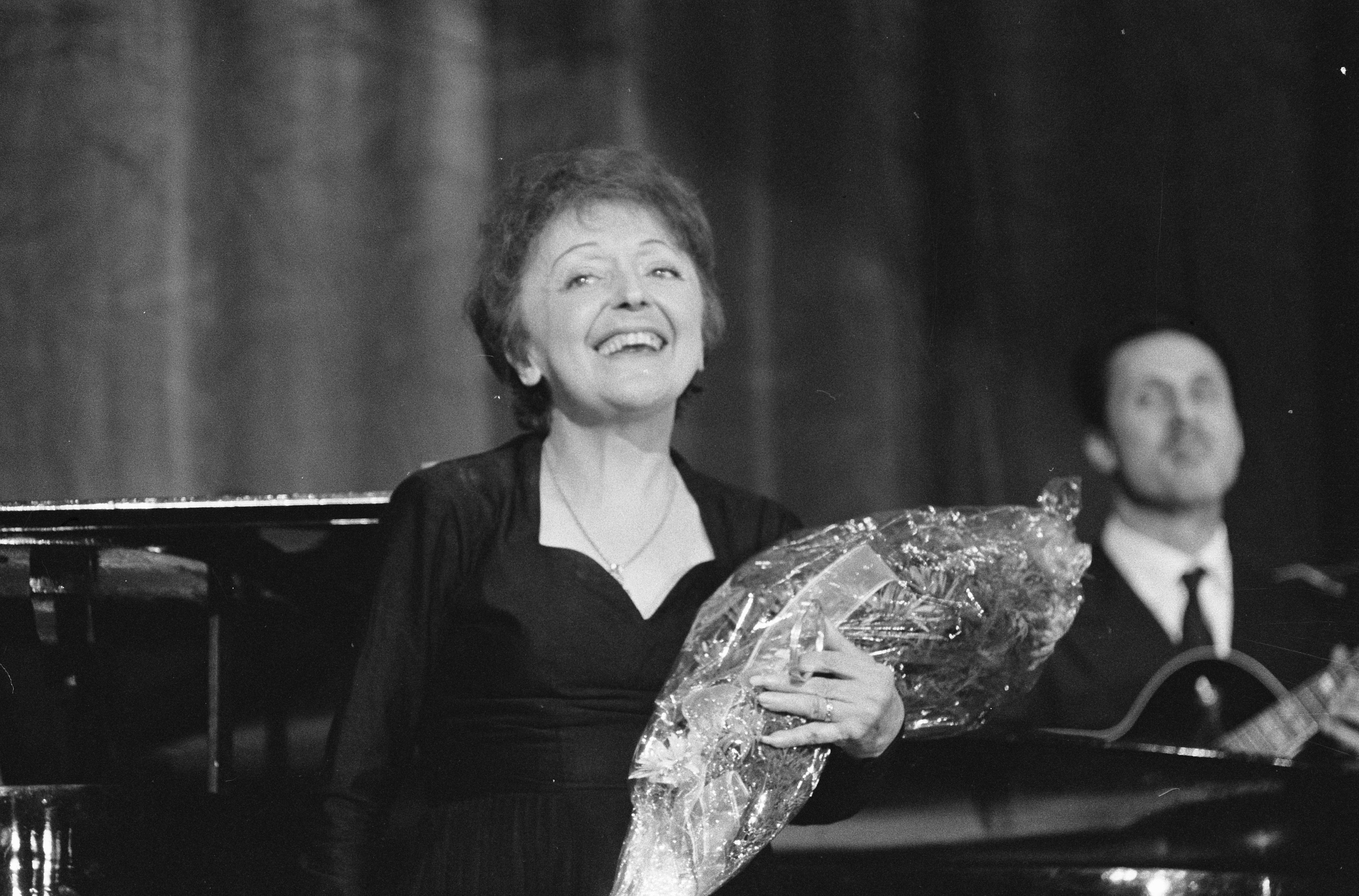
Édith Piaf

- 20 de março - Rudolf Kirchschläger, foi um político austríaco e presidente da Áustria de 1974 a 1986 (m. 2000).[5]
- 1 de maio - Michael Dillon, médico e autor britânico (m. 1962).
- 2 de julho - Junior Durkin, ator estadunidense (m. 1935).
- 18 de julho - Carequinha, palhaço brasileiro (m. 2006).
- 11 de setembro - Raúl Alberto Lastiri, presidente da Argentina em 1973 (m. 1978).
- 3 de outubro - Anthony Forwood, ator inglês (m. 1988).
- 24 de novembro - Alexander Nove, economista e historiador russo-britânico (m. 1994).
- 25 de novembro - Augusto Pinochet, ex-ditador chileno (m. 2006).
- 2 de dezembro - Marais Viljoen, Presidente de Estado da África do Sul em 1978 e de 1979 a 1984 (m. 2007).
- 12 de dezembro - Frank Sinatra, cantor e ator norte-americano (m. 1998).
- 13 de dezembro - Balthazar Johannes Vorster, Presidente de Estado da África do Sul de 1978 a 1979 (m. 1983).
- 19 de dezembro - Édith Piaf, famosa e importante cantora francesa (m. 1963).
- 24 de dezembro - Maria Luiza Rezende Marques (ou Tereza Margarida do Coração de Maria), fundadora carmelita brasileira (m. 2005).

## Mortes
- 21 de março - Frederick Taylor, o “Pai da Administração Científica”, criador do Taylorismo.
- 09 de abril - Friedrich Loeffler, médico, bacteriologista e higienista alemão (n. 1852).
- 01 de julho - Porfirio Díaz, presidente do México em 1876, de 1877 a 1880 e de 1884 a 1911 (n. 1830).
- 16 de julho - Ellen G. White, profetisa (n. 1827).
- 08 de setembro - Pinheiro Machado, senador do Estado do Rio Grande do Sul, Brasil (n. 1851).
- 7 de setembro - Saturnino Arouck, militar brasileiro (n. 1862).
- 28 de setembro - Saitō Hajime, membro do Shinsengumi.
- 19 de dezembro - Alois Alzheimer, Neurologista alemão

## Prêmio Nobel
- Física - William Bragg,[6] Lawrence Bragg.[6]
- Química - Richard Willstätter.[7]
- Medicina - Não houve prêmio.
- Literatura - Romain Rolland.
- Paz - Não houve prêmio.

## Epacta e idade da Lua
| Epacta gregoriana | 14 (XIV) |
| Idade da Lua      | Letra p  |

## Por tema
- 1915 na arte
- 1915 no Brasil
- 1915 na ciência
- 1915 no cinema
- Desastres em 1915
- 1915 no desporto
- 1915 no jornalismo
- 1915 na literatura
- 1915 na música
- 1915 na política
- 1915 no teatro
- 1915 na televisão